# Medicação antimalárica
Medicação antimalárica, medicamento antimalárico, também conhecido simplesmente como antimalárico ou antipalúdico, são projetados para prevenir ou curar malária. Tais medicamentos podem ser usados para alguns ou todos os seguintes casos:
- Tratamento da malária em indivíduos com suspeita ou confirmação de infecção
- Prevenção de infecção em indivíduos que visitam uma região endêmica de malária que não tem imunidade (profilaxia da malária)
- Tratamento intermitente de rotina de certos grupos em regiões endêmicas (terapia preventiva intermitente)

Alguns agentes antimaláricos, particularmente cloroquina e hidroxicloroquina, são também usadas no tratamento de artrite reumatoide e artrite associada ao lúpus.
A prática atual no tratamento de casos de malária é baseada no conceito de terapia de combinação (e.g., Coartem), uma vez que isso oferece várias vantagens, incluindo risco reduzido de falha no tratamento, risco reduzido de desenvolver resistência, maior conveniência e efeitos colaterais reduzidos. Rápida confirmação parasitológica por microscopia, ou, alternativamente, por testes de diagnóstico rápido, é recomendado em todos os pacientes suspeitos de malária antes do início do tratamento. Treatment solely on the basis of clinical suspicion should only be considered when a parasitological diagnosis is not accessible.